# Macon (Belgio)
Macon è una località belga situata nella provincia vallona dell'Hainaut. Già comune autonomo, nel 1977 il suo territorio è stato unito a quello di Momignies.